# 2013 في فرنسا
فيما يلي قوائم الأحداث التي وقعت خلال عام 2013 في فرنسا.

## أحداث
- 12 يوليو – حادث قطار بريتني
- 15 مايو – مهرجان كان السينمائي 2013

## سياسة

### تعيين في المنصب
- 9 مارس – شكيب بن موسى سفير المغرب لدى فرنسا.

### انتهاء فترة المنصب
- 4 فبراير – نجاة فالو بلقاسم عضو مجلس بلدية.
- 25 فبراير – ناتالي كوسيوسكو موريزيت رئيس بلدية.

## رياضة
- 1 يناير – جائزة فرنسا الكبرى للدراجات النارية 2013
- 1 يناير – دورة فرنسا المفتوحة 2013
- 1 يناير – رالي مونت كارلو 2013
- 24 مارس – غنت-وفلجم 2013 الفائزون بوروت بوزيتش، بيتر ساجان، جريج فان أفرمت.
- 7 أبريل – سباق باريس روبيه 2013 الفائزون نيكي تيربسترا، سيب فانمارك، فابيان كانسيليرا.
- 1 سبتمبر – جي بي واست-فرنسا 2013 الفائزون جياكومو نيزولو، فيليبو بوزاتو، سامويل دومولين.

## ظهور
- 1 يناير – فيغون بامي جاي

## أفلام
من الأفلام التي صدرت هذه السنة في فرنسا:
- 1 يناير – أنا والأقباط والعذراء من إخراج Namir Abdel Messeeh  [لغات أخرى]‏.
- 1 يناير – الرب فقط من يغفر من إخراج نيكولاس ويندينج ريفين.
- 1 يناير – بارانويا من إخراج Robert Luketic [الإنجليزية]‏.
- 1 يناير – تي إس سبيفيت الصغير والخارق للعادة من إخراج جون بيير جونيه.
- 1 يناير – جبل طارق من إخراج جوليان لوكليرك.
- 1 يناير – حنة آرندت من إخراج مارغريث فون تروتا.
- 1 يناير – ديانا من إخراج أوليفر هيرشبيغل.
- 1 يناير – صدأ وعظم من إخراج جاك أوديار.
- 18 يناير – العشق من إخراج آن فونتين.
- 1 مايو – العائلة من إخراج لوك بيسون.
- 2 مايو – التطهير من إخراج جيمس ديموناكو.
- 16 مايو – حلقة بلينج من إخراج صوفيا كوبولا.
- 17 مايو – الماضي من إخراج أصغر فرهادي.
- 17 مايو – بعد الموقعة من إخراج يسري نصر الله.
- 17 مايو – غريب البحيرة من إخراج ألان جيراودي.
- 19 مايو – داخل لوين ديفيس من إخراج جويل كوين، إيثان كوين.
- 19 مايو – صندوق الغداء من إخراج ريتيش باترا [الإنجليزية]‏.
- 21 مايو – الآن أنت تراني من إخراج لويس ليترير.
- 21 مايو – الجمال العظيم من إخراج باولو سورينتينو.
- 22 مايو – أرضي بفلفلها الحلو من إخراج هونر سليم.
- 22 مايو – جريجري من إخراج محمد الصالح هارون.
- 23 مايو – حياة أديل من إخراج عبد اللطيف كشيش.
- 25 مايو – رينوار من إخراج Gilles Bourdos [الإنجليزية]‏.
- 25 مايو – فينوس في الفراء من إخراج رومان بولانسكي.
- 1 أغسطس – محطم الثلج من إخراج بونغ جون هو.
- 9 أغسطس – ليفياثان من إخراج Lucien Castaing-Taylor [الإنجليزية]‏، Véréna Paravel [الإنجليزية]‏.
- 27 أغسطس – كي دورسي من إخراج بيرتراند تافاري.
- 31 أغسطس – فيلومينا من إخراج ستيفن فريرز.
- 2 سبتمبر – أنا عربية من إخراج عاموس غيتاي.
- 2 سبتمبر – نظرية الصفر من إخراج تيري غيليام.
- 8 سبتمبر – الرحيل بعيدا من إخراج نيكول جارسيا.
- 25 ديسمبر – شبق من إخراج لارس فون ترايير.

## برامج ومسلسلات وأنمي
- غزو الرابيدز

## موسيقى

### أغاني
من الأغاني التي صدرت هذه السنة في فرنسا:
- 28 مايو – رايت ناو من غناء دافيد غيتا.
- 13 نوفمبر – الرقصة الأخيرة من غناء إنديلا.

## كتب
من الكتب التي صدرت هذه السنة في فرنسا:
- 1 يناير – الرحلة العجيبة للفقير الذي ظل حبيسا في خزانة إيكيا من تأليف رومان بيرتولاس [الإنجليزية]‏.
- 1 أغسطس – الرأسمال في القرن 21 من تأليف طوما بيكيتي.
- 22 أغسطس – أردين من تأليف فريديريك فرجيه.

## وفيات

### يناير
- 5 يناير – بيير كوجان (مواليد 1914) دراج فرنسي.
- 23 يناير – جاك غريمونبون (مواليد 1925) لاعب كرة قدم فرنسي.

### فبراير
- 10 فبراير – تيري روبرت (مواليد 1977) لاعب كرة سلة فرنسي.

### مارس
- 25 مارس – جان مارك روبرتس (مواليد 1954)

### أبريل
- 19 أبريل – فرنسوا جاكوب (مواليد 1920)
- 19 أبريل – موريس كوينتين (مواليد 1920) درّاج طريق فرنسي.

### مايو
- 9 مايو – مالكولم شاباز (مواليد 1984)
- 17 مايو – فيليب غومون (مواليد 1973) درّاج طريق فرنسي.
- 22 مايو – هنري دوتيو (مواليد 1916) ملحن فرنسي.
- 24 مايو – إيف جولي (مواليد 1908)

### يونيو
- 7 يونيو – بيار موروا (مواليد 1928) سياسي فرنسي.
- 26 يونيو – هيرفي بوسارد (مواليد 1966) درّاج طريق فرنسي.

### يوليو
- 10 يوليو – إيلان هاليفي (مواليد 1943)
- 18 يوليو – مارك شوفالييه (مواليد 1920)
- 25 يوليو – برناديت لافون (مواليد 1938) ممثلة فرنسية.
- 27 يوليو – ميشيل يموان (مواليد 1922)

### أغسطس
- 7 أغسطس – إليزابيث ماكسويل (مواليد 1921) مؤرخة من المملكة المتحدة.
- 13 أغسطس – جان فنسان (مواليد 1930) لاعب كرة قدم فرنسي.

### سبتمبر
- 11 سبتمبر – ألبير جاكار (مواليد 1925)
- 21 سبتمبر – إرنست شولتز (مواليد 1931) لاعب كرة قدم فرنسي.

### أكتوبر
- 7 أكتوبر – باتريس شيرو (مواليد 1944)
- 14 أكتوبر – برونو ميتسو (مواليد 1954) لاعب كرة قدم فرنسي.
- 16 أكتوبر – ألبرت بورلون (مواليد 1916) درّاج طريق فرنسي.

### ديسمبر
- 2 ديسمبر – فرانسوا ليبرون (مواليد 1923)
- 3 ديسمبر – بول أوسارس (مواليد 1918)